# Cuesta Labra
Cuesta Labra es una cumbre del sector oriental de la Sierra de Híjar, entre  Peña Rubia y el Collado de Somahoz, en España. Su nombre pudiera venir de su vecindad con dicho collado (o abra).[cita requerida]
En su vertiente S hay una pequeña hoya glaciar llamada de Honcamesa, por ser el origen del río Camesa. En la ladera norte se abre Cuenca Vitor, una marcada cuenca glaciar en donde nacen el arroyo de Parralozas y el río Izarilla, ambos afluentes del Ebro.
La tradición de los habitantes de estos valles, sitúa en las faldas de este monte el hallazgo de la Virgen de Labra, patrona de Campoo de Suso.